# Autorità in delegazione ai funerali di Giovanni Paolo II

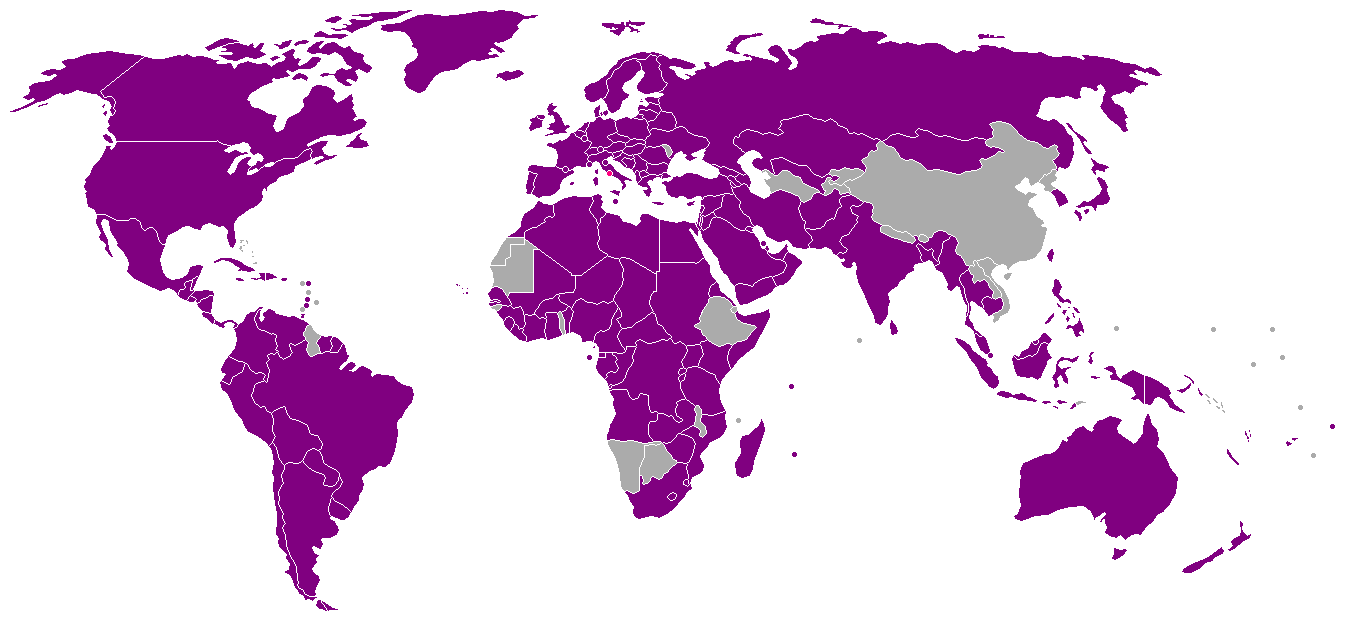
La mappa evidenzia i paesi che hanno inviato delegazioni ufficiali alla cerimonia

Il seguente è un elenco incompleto delle autorità in delegazione ufficiale ai funerali di papa Giovanni Paolo II celebrati nella Città del Vaticano l'8 aprile 2005. L'evento rappresenta il più grande ritrovo di autorità politiche nella storia. Alcune autorità si trattennero a Roma sino all'elezione di papa Benedetto XVI il 19 aprile 2005 .
Per consentire a tutti i paesi di avere una propria delegazione presente alle celebrazioni, la Santa Sede limitò il numero massimo consentito di rappresentanti per ogni nazione, eccezione fatta per l'Italia e per la Polonia, patria natia del papa Giovanni Paolo II che poté presenziare con dieci persone. Non sono incluse nel limite le personalità invitate direttamente dal Vaticano: ad esempio Fernando Henrique Cardoso, ex-presidente del Brasile, non ebbe alcuna connessione con la delegazione brasiliana.
Altri esponenti di spicco di ogni nazione potevano unirsi alle celebrazioni rimanendo all'esterno della basilica con il pubblico comune, presenziando come pellegrini. Per esempio, la delegazione degli Stati Uniti comprendeva il presidente e la first lady, due ex-presidenti e il segretario di stato, che ebbero tutti un posto a sedere nella basilica. In aggiunta a questi, dozzine di membri del Congresso degli Stati Uniti presero parte alla celebrazione assieme al pubblico all'esterno della basilica.
Al funerale, i dignitari erano disposti in ordine alfabetico, secondo la nomenclatura francese del paese e ordinati secondo i protocolli diplomatici.

## Lista delle delegazioni ufficiali (incompleta)

### A
| Paesi             | Bandiera                    | Delegazione ufficiale | Titoli |
| ----------------- | --------------------------- | --- | --- |
| Afghanistan       | Flag of Afghanistan         | Hamid Karzai Abdullah Abdullah Zalmay Rasul Mostapha Zaher Mohammad Nadir Hatami                                                       | Presidente della Repubblica Ministro degli Affari Esteri Consigliere per la Sicurezza Nazionale Ambasciatore presso la Santa Sede Primo Segretario |
| Albania           | Flag of Albania             | Alfred Moisiu Mirella Moisiu Fatos Nano Rexhep Meidani Sali Berisha                                                                    | Presidente della Repubblica Figlia del Presidente della Repubblica Primo Ministro Ex presidente della Repubblica |
| Algeria           | Flag of Algeria             | Abdelaziz Bouteflika Bouabdalla Ghoulamallah Mokhtar Reguieg                                                                           | Presidente della Repubblica Ministro per gli Affari Religiosi Ambasciatore presso la Santa Sede |
| Andorra           | Flag of Andorre             | Joan Enric Vives i Sicília Jacques Chirac Marc Forné Molné Maria Lluisa Gispert de Forné Juli Minoves-Triquell Josep Angel Mortès Pons | Coprincipe (e vescovo di Urgel) Coprincipe (presente principalmente in qualità di Presidente della Francia e trattato in questi termini, non come Co-Principe di Andorra) Capo del Governo Moglie del Capo del Governo Ministro degli Affari Esteri Vicepresidente del Parlamento |
| Angola            | Flag of Angola              | José Eduardo dos Santos Ana Paula Dos Santos João Bernardo de Miranda Boaventura da Silva Cardoso José Filipe                          | Presidente della Repubblica Moglie del Presidente della Repubblica Ministro degli Affari Esteri Ministro della Cultura Capo del Protocollo del Presidente |
| Antigua e Barbuda | Flag of Antigua and Barbuda | Carl Roberts | Ambasciatore presso la Santa Sede |
| Argentina         | Flag of Argentine           | Daniel Scioli Rafael Bielsa Carlos Saúl Menem Eduardo Duhalde Guillermo Rodolfo Oliveri                                                | Vicepresidente della Repubblica Ministro degli Affari Esteri, del Commercio Internazionale e degli Affari Religiosi Ex-Presidente Segretario di Stato per gli Affari Religiosi |
| Armenia           | Flag of Arménie             | Andranik Margaryan Edward Nalbandian Rouben Shugarian Armen Bayburtian Gevorg Hakobian                                                 | Primo Ministro Ambasciatore presso la Santa Sede Diplomatico Vice-ministro degli Affari Esteri Primo assistente del Primo Ministro |
| Australia         | Flag of Australie           | Michael Jeffery Marlena Jeffery Maria Cicutto Robert Hunter Ted Knez                                                                   | Governatore Generale dell'Australia Moglie del Governatore Generale Consigliere d'Ambasciata |
| Austria           | Flag of Austria             | Heinz Fischer Margit Fischer Wolfgang Schüssel Hubert Gorbach Andreas Khol                                                             | Presidente Federale First Lady Cancelliere Federale Vice-cancelliere Presidente del Consiglio Nazionale |
| Azerbaigian       | Flag of Azerbaijan          | Ilham Aliyev | Presidente della Repubblica |

### B
| Paesi                | Bandiera                       | Delegazione ufficiale | Titoli |
| -------------------- | ------------------------------ | --- | --- |
| Bangladesh           | Flag of Bangladesh             | Chowdhury Kamal Ibne Yusuf | Ministro del "Food and Disaster Management" |
| Bielorussia          |                                | Gennady Novitsky Vladimir Korolev Aleksei Skripko | Presidente del Consiglio Ambasciatore |
| Belgio               | Flag of Belgium                | Alberto II del Belgio Regina Paola Guy Verhofstadt Didier Reynders Herman De Croo                                                                                       | Re dei Belgi Regina dei Belgi Primo Ministro Vice-Primo Ministro Presidente della Camera Bassa |
| Birmania             | Flag of Myanmar                | Khin Maung Aye Charles Bo | Ambasciatore Arcivescovo di Rangoon |
| Bolivia              | Flag of Bolivia                | Carlos Mesa Valentín Abecia | Presidente della Repubblica Ambasciatore |
| Bosnia ed Erzegovina | Flag of Bosnia and Herzegovina | Borislav Paravac Šefik Džaferović Bariša Čolak | Presidente della Presidenza Presidente del Parlamento Vice-Primo Ministro |
| Brasile              | Flag of Brésil                 | Luiz Inácio Lula da Silva Marisa Letícia da Silva Renan Calheiros Severino Cavalcante Nelson Jobim Itamar Augusto Cautiero Franco Fernando Henrique Cardoso José Sarney | Presidente della Repubblica First Lady Presidente del Senato Presidente della Camera dei Rappresentanti Presidente della Corte Suprema Ex-Presidente della Repubblica EX-Presidente della Repubblica |
| Bulgaria             | Flag of Bulgaria               | Georgi Parvanov | Presidente della Repubblica |

### C
| Paesi                                             | Bandiera                                     | Delegazione ufficiale                                                                          | Titoli |
| ------------------------------------------------- | -------------------------------------------- | ---------------------------------------------------------------------------------------------- | --- |
| Canada                                            | Flag of Canada                               | Paul Martin Sheila Martin Stephen Harper Phil Fontaine                                         | Primo Ministro First Lady Leader dell'opposizione Capo della Assembly of First Nations                                                                                        |
| Cile                                              | Flag of Chile                                | Ignacio Walker Sergio Romero Pizarro José Antonio Viera Gallo Gabriel Ascencio Pablo Longueira | Ministro degli Affari Esteri Presidente del Senato Senatore del Partito Socialista Cileno Presidente della camera dei deputati Deputato della Unione Democratica Indipendente |
| Repubblica di Cina (Taiwan) (enumerato come Cina) | flag de Taïwan                               | Chen Shui-bian Chen Tang-san                                                                   | Presidente Ministro degli Affari Esteri |
| Cipro                                             | Flag de Cypres                               | Tassos Papadopoulos George Poulides Tasos Tzionis                                              | Presidente della Repubblica Ambasciatore presso la Santa Sede Direttore dell'Ufficio Diplomatico del Presidente                                                               |
| Colombia (Colombie)                               | Flag of Colombia                             | Francisco Santos María Victoria Santos                                                         | Vicepresidente della Repubblica Consorte |
| Congo (repubblica democratica)                    | flag of the Democratic Republic of the Congo | Joseph Kabila Jean-Pierre Bemba                                                                | Presidente della Repubblica Vicepresidente della Repubblica |
| Corea del Sud                                     | Flag of South Korea                          | Lee Hai-chan                                                                                   | Primo Ministro |
| Costa Rica                                        | Flag of Costa Rica                           | Abel Pacheco Roberto Tovar Faja                                                                | Presidente della Repubblica Ministro degli Affari Esteri |
| Croazia                                           | Flag of Croatie                              | Stipe Mesić Ivo Sanader                                                                        | Presidente della Repubblica Primo Ministro |
| Cuba                                              | flag de Cuba                                 | Ricardo Alarcón de Quesada Caridad Diego Raúl Roa Kourí                                        | Presidente dell'Assemblea Nazionale Capo degli Affari Religiosi del Partito Comunista di Cuba Ambasciatore presso la Santa Sede                                               |

### D
| Paesi     | Bandiera         | Delegazione ufficiale                                                | Titoli                                                  |
| --------- | ---------------- | -------------------------------------------------------------------- | ------------------------------------------------------- |
| Danimarca | Flag of Danemark | Margherita II di Danimarca Henrik di Danimarca Anders Fogh Rasmussen | Regina della Danimarca Principe consorte Primo Ministro |

### E
| Paesi               | Bandiera                         | Delegazione ufficiale                                                                          | Titoli |
| ------------------- | -------------------------------- | ---------------------------------------------------------------------------------------------- | --- |
| Egitto              | flag of Egypt                    | Farouk Hosni                                                                                   | Ministro della Cultura |
| El Salvador         | Flag of Salvador                 | Francisco Laínez Ana Ligia de Saca René Figueroa Roberto Simán María Eugenia Brizuela de Ávila | Ministro per gli Affari Esteri First Lady Ministro degli Interni Ex-ambasciatore presso la Santa Sede Ex-ministro per gli Affari Esteri |
| Emirati Arabi Uniti | flag of the United Arab Emirates | Abdullah ibn Zayed Al Nahayan                                                                  | Ministro dell'Informazione |
| Estonia             | Flag of Estonia                  | Arnold Rüütel                                                                                  | Presidente della Repubblica |
| Ecuador             | Flag of Équateur                 | Lucio Gutiérrez Ximena Bohórquez Patricio Zuquilanda                                           | Presidente della repubblica First Lady Ministro degli Affari Esteri                                                                     |

### F
| Paesi     | Bandiera                | Delegazione ufficiale                                                                           | Titoli |
| --------- | ----------------------- | ----------------------------------------------------------------------------------------------- | --- |
| Filippine | flag of the Philippines | Gloria Macapagal-Arroyo Evangelina Lourdes Arroyo Thelmo Cunanan Georgina de Venecia Howard Dee | Presidente della Repubblica Figlia del Presidente Capo del SSS (ex-Ambasciatore in Cambogia) Moglie del Presidente del Parlamento Jose de Venecia, Jr. Ex-Ambasciatore presso la Santa Sede |
| Finlandia | Flag of Finland         | Matti Vanhanen                                                                                  | Primo ministro |
| Francia   | Flag of France          | Jacques Chirac Bernadette Chirac                                                                | Presidente della Repubblica First Lady |

### G
| Paesi              | Bandiera                  | Delegazione ufficiale                                              | Titoli                                                                                                  |
| ------------------ | ------------------------- | ------------------------------------------------------------------ | --- |
| Germania           | Flag of Allemagne         | Horst Köhler Gerhard Schröder Wolfgang Thierse Edmund Stoiber      | Presidente Cancelliere Presidente del Bundestag Ministro-Presidente del Land della Baviera              |
| Ghana              | Flag of Ghana             | John Kufuor                                                        | Presidente della Repubblica                                                                             |
| Giappone           | flag of Japan             | Yoriko Kawaguchi                                                   | Consigliere del primo ministro                                                                          |
| Giordania          | Flag of Jordan            | Abd Allah II di Giordania Regina Rania di Giordania                | Re della Giordania Regina                                                                               |
| Grecia             | Flag of Greece            | Karolos Papoulias Panagiotis Skandalakis Konstantinos Georgiou     | Presidente della Repubblica Segretario di Stato per gli Affari Esteri Segretario Generale di Presidenza |
| Guatemala          | Flag of Guatemala         | Óscar Berger Wendy de Berger Jorge Briz Abularach Rigoberta Menchú | Presidente della Repubblica First Lady Ministro degli Affari Esteri Premio Nobel per la Pace del 1992   |
| Guinea             | Flag of Guinea            | Sidibé Fatoumata Kaba                                              | Ministro degli Affari Esteri                                                                            |
| Guinea Equatoriale | Flag of Equatorial Guinea | Teodoro Obiang Nguema Mbasogo                                      | Presidente della Repubblica                                                                             |

### H
| Paesi    | Bandiera         | Delegazione ufficiale | Titoli                      |
| -------- | ---------------- | --------------------- | --------------------------- |
| Haiti    | Flag of Haïti    | Gérard Latortue       | Primo Ministro              |
| Honduras | Flag of Honduras | Ricardo Maduro        | Presidente della Repubblica |

### I
| Paesi     | Bandiera          | Delegazione ufficiale | Titoli |
| --------- | ----------------- | --- | --- |
| India     | Flag of India     | Bhairon Singh Shekhawat P.R. Kyndiah Oscar Fernandes | Vicepresidente della Repubblica Ministro per le tribù e per lo sviluppo del Nord-Est Ministro delle Relazioni con il Parlamento |
| Indonesia | Flag of Indonesia | Maftuh Basyuni Freddy Numberi Alwi Shihab | Ministro per gli Affari Religiosi Ministro per gli Affari ittici e marittimi Ministro del Welfare |
| Iran      | Flag of Iran      | Mohammad Khatami | Ex-Presidente dell'Iran |
| Irlanda   | Flag of Irlande   | Mary McAleese Bertie Ahern Mary Harney | Uachtarán na hÉireann (Presidente dell'Irlanda) Taoiseach (Primo Ministro) Tánaiste (Vice-Primo Ministro) |
| Israele   | Flag of Israël    | Moshe Katsav Silvan Shalom | Presidente d'Israele Vice-Primo Ministro e Ministro per gli Affari Esteri |
| Italia    | Flag of Italie    | Carlo Azeglio Ciampi Franca Pilla Silvio Berlusconi Gaetano Gifuni Antonio Puri Purini Gianfranco Mazzuoli Marcello Pera Pier Ferdinando Casini Piero Alberto Capotosti Gianfranco Fini | Presidente della Repubblica Italiana Consorte del presidente della Repubblica Italiana Presidente del Consiglio dei ministri Consigliere di Stato, Segretario Generale della Presidenza Consigliere Diplomatico della Presidenza Consigliere Coordinatore della Presidenza Presidente del Senato della Repubblica Presidente della Camera dei deputati Presidente della Corte costituzionale Vicepresidente del Consiglio dei ministri |

### K
| Paesi  | Bandiera          | Delegazione ufficiale               | Titoli                       |
| ------ | ----------------- | ----------------------------------- | ---------------------------- |
| Kenya  | Flag of Kenya     | Chirau Ali Mwakwere                 | Ministro degli Affari Esteri |
| Kuwait | Kuwait (bandiera) | Jaber Al Abdullah Al Jaber Al Sabah | Membro della famiglia Reale  |

### L
| Paesi         | Bandiera              | Delegazione ufficiale                                                     | Titoli                                                                                   |
| ------------- | --------------------- | ------------------------------------------------------------------------- | ---------------------------------------------------------------------------------------- |
| Lesotho       | Flag of Lesotho       | Letsie III Monyane Moleleki                                               | Re del Lesotho Ministro per gli Affari Esteri                                            |
| Lettonia      | Flag of Latvia        | Vaira Vīķe-Freiberga                                                      | Presidente della Repubblica                                                              |
| Liechtenstein | Flag of Liechtenstein | Giovanni Adamo II di Liechtenstein Principessa Maria Egle Principe Nicola | Principe regnante Principessa Principe                                                   |
| Libano        | Flag of Liban         | Émile Lahoud Omar Karami Issam Fares Nabih Berri                          | Presidente della Repubblica Primo Ministro Vice-Primo Ministro Presidente del Parlamento |
| Lituania      | Flag of Lithuania     | Valdas Adamkus                                                            | Presidente della Repubblica                                                              |
| Lussemburgo   | Flag of Luxembourg    | Henri di Lussemburgo Maria Teresa Jean-Claude Juncker                     | Granduca Granduchessa Primo Ministro                                                     |

### M
| Paesi      | Bandiera              | Delegazione ufficiale            | Titoli                                 |
| ---------- | --------------------- | -------------------------------- | -------------------------------------- |
| Macedonia  | Flag of Macédoine     | Branko Crvenkovski               | Presidente della Macedonia             |
| Madagascar | Madagascar (bandiera) | Marc Ravalomanana                | Presidente del Madagascar              |
| Malta      | flag de Malta         | Eddie Fenech Adami               | Presidente di Malta                    |
| Marocco    | Marocco (bandiera)    | Principe Moulay Rachid           | Principe e fratello del re Muhammad VI |
| Mauritius  | flag de Mauritius     | Paul Bérenger                    | Primo ministro                         |
| Messico    | Flag of Mexico        | Vicente Fox Marta Sahagún de Fox | Presidente del Messico First Lady      |
| Monaco     | flag de Monaco        | Patrick Leclercq                 | Ministro di Stato                      |

### N
| Paesi         | Bandiera                 | Delegazione ufficiale                                                 | Titoli |
| ------------- | ------------------------ | --------------------------------------------------------------------- | --- |
| Nicaragua     | Flag of Nicaragua        | Enrique Bolaños Norman José Caldera Cardenal Armando Luna José Cuadra | Presidente della Repubblica Ministro degli Affari Esteri Ambasciatore presso la Santa Sede Ambasciatore in Italia |
| Nigeria       | Flag of Nigéria          | Olusegun Obasanjo                                                     | Presidente della Nigeria                                                                                          |
| Norvegia      | Flag of Norvège          | Sonja di Norvegia Kjell Magne Bondevik                                | Regina di Norvegia Primo Ministro                                                                                 |
| Nuova Zelanda | Flag of Nouvelle-Zélande | Silvia Cartwright Peter Cartwright                                    | Governatore Generale First Gentleman                                                                              |

### P
| Paesi           | Bandiera                          | Delegazione ufficiale | Titoli |
| --------------- | --------------------------------- | --- | --- |
| Pakistan        | Flag of Pakistan                  | Mohammad Ejaz-ul-Haq | Ministro per gli Affari Religiosi |
| Palestina (ANP) | Flag of the Palestinian Authority | Ahmed Qureia | Primo Ministro |
| Panama          | Flag of Panama                    | Martín Torrijos Vivian Fernández de Torrijos | Presidente di Panama First lady |
| Paraguay        | Flag of Paraguay                  | Luis Castiglioni Leila Rachid de Cowles | Vicepresidente della Repubblica Ministro per gli Affari Esteri |
| Paesi Bassi     | flag des Pays-Bas                 | Jan Peter Balkenende | Primo Ministro |
| Perù            | Flag of Peru                      | Manuel Rodríguez Cuadros Eliane Karp Eduardo Salhuana Antero Flores Aráoz | Ministro per gli Affari Esteri First Lady Ministro della Giustizia Presidente del Congresso del Perù |
| Polonia         | Flag of Poland                    | Aleksander Kwaśniewski Jolanta Kwaśniewska Lech Wałęsa Danuta Wałęsa Marek Belka Włodzimierz Cimoszewicz Longin Pastusiak Hanna Suchocka Tadeusz Mazowiecki Wiesław Chrzanowski | Presidente della Repubblica First Lady Ex-Presidente della Repubblica moglie di Lech Wałęsa Presidente del Consiglio Maresciallo del Sejm Maresciallo del Senato Ambasciatore presso la Santa Sede Ex-Primo ministro Ex-maresciallo del Sejm |
| Portogallo      | Flag of Portugal                  | Jorge Sampaio Maria Jose Ritta Diogo Freitas do Amaral António dos Santos Ramalho Eanes                                                                                         | Presidente della Repubblica First Lady Ministro per gli Affari Esteri Ex-Presidente della Repubblica |
| Porto Rico      | Flag of Puerto Rico               | Aníbal Acevedo Vilá Luisa Gándara | Governatore del Porto Rico First Lady |

### Q
| Paesi | Bandiera         | Delegazione ufficiale      | Titoli          |
| ----- | ---------------- | -------------------------- | --------------- |
| Qatar | Qatar (bandiera) | Hamad bin Khalifa Al Thani | Emiro del Qatar |

### R
| Paesi                 | Bandiera                     | Delegazione ufficiale                                                                     | Titoli |
| --------------------- | ---------------------------- | ----------------------------------------------------------------------------------------- | --- |
| Regno Unito           | Flag of Royaume-Uni          | Carlo, principe di Galles Tony Blair Cherie Blair Michael Howard Charles Kennedy          | Il Principe del Galles Primo Ministro Consorte del Primo Ministro Leader dell'opposizione Leader dei Liberal Democratici |
| Repubblica Ceca       | flag of the Republic tchèque | Václav Klaus Cyril Svoboda                                                                | Presidente della Repubblica Ministro per gli Affari Esteri                                                               |
| Repubblica Dominicana | Rep. Dominicana (bandiera)   | Margarita Cedeño de Fernández Alejandrina Germán Carlos Rafael Marión-Landais             | First Lady Segretario dell'Educazione Ambasciatore presso la Santa Sede                                                  |
| Romania               | Flag of Roumanie             | Traian Băsescu Călin Popescu Tăriceanu Michele di Romania Emil Constantinescu Ion Iliescu | Presidente della repubblica Primo Ministro Re deposto Ex-Presidente della Repubblica                                     |
| Russia                | Flag of Russie               | Mikhail Fradkov                                                                           | Primo Ministro |
| Rwanda                | Ruanda (bandiera)            | Charles Murigande                                                                         | Ministro per gli Affari Esteri                                                                                           |

### S
| Paesi                 | Bandiera                       | Delegazione ufficiale                                                                                   | Titoli |
| --------------------- | ------------------------------ | --- | --- |
| San Marino            | Flag of San Marino             | Fausta Simona Morganti Cesare Antonio Gasperoni Fabio Berardi Giovanni Galassi Marcello Beccari         | Capitano Reggente Segretario di Stato per gli Affari Esteri e Politici Ambasciatore presso la Santa Sede Capo del Protocollo di Stato                                                           |
| Senegal               | Flag of Sénégal                | Abdoulaye Wade                                                                                          | Presidente della Repubblica |
| Serbia e Montenegro   | flag de Serbia and Montenegro  | Svetozar Marović Vuk Drašković Boris Tadić Filip Vujanović Ibrahim Rugova Bajram Kosumi Nexhat Daci     | Presidente della Repubblica Ministro degli Affari Esteri Presidente della Serbia Presidente del Montenegro Presidente del Kosovo Primo Ministro del Kosovo Presidente del Parlamento del Kosovo |
| Singapore             | Flag of Singapore              | Shunmugam Jayakumar Walter Woon Alexander Lim                                                           | Vice-Primo Ministro, Ministro della Legge Ambasciatore presso la Santa Sede Primo segretario |
| Siria                 | Flag of Syrie                  | Bashar al-Assad Asma al-Assad                                                                           | Presidente della Repubblica First Lady |
| Slovacchia            | Flag of Slovacuie              | Ivan Gašparovič Pavol Hrušovský Eduard Kukan                                                            | Presidente della Repubblica Presidente del Parlamento Ministro per gli Affari Esteri |
| Slovenia              | Flag of Slovenia               | Janez Drnovšek Janez Janša                                                                              | Presidente della Repubblica Primo Ministro |
| Somalia               | Flag of Somalia                | Abdullahi Sheikh Ismail Yusuf Mohamed Ismail                                                            | Ministro degli affari esteri Capo ufficio stampa |
| Spagna                | Flag of Spain                  | Juan Carlos di Spagna Sofía di Spagna José Luis Rodríguez Zapatero Miguel Ángel Moratinos Mariano Rajoy | Re di Spagna Regina di Spagna Presidente del governo Ministro degli affari esteri Leader dell'opposizione                                                                                       |
| Sri Lanka             | Flag of Sri Lanka              | Mahinda Rajapakse Milroy Fernando                                                                       | Primo Ministro Ministro per gli Affari Cristiani |
| Stati Uniti d'America | flag des États-Unis d'Amérique | George W. Bush Laura Bush Condoleezza Rice George H. W. Bush Bill Clinton                               | Presidente degli Stati Uniti First Lady Segretario di Stato Ex-Presidente |
| Sudafrica             | Flag of South Africa           | Jacob Zuma Nelson Mandela                                                                               | Delegato del presidente Ex-presidente |
| Svezia                | Flag of Suède                  | Carlo XVI Gustavo di Svezia Silvia Sommerlath Göran Persson                                             | Re di Svezia Regina di Svezia Primo Ministro |
| Svizzera              | Flag of Suisse                 | Samuel Schmid                                                                                           | Presidente della Confederazione Elvetica |

### T
| Paesi      | Bandiera          | Delegazione ufficiale             | Titoli                               |
| ---------- | ----------------- | --------------------------------- | ------------------------------------ |
| Tanzania   | Flag of Tanzanie  | George Kahama                     | Ministro per lo Sviluppo Cooperativo |
| Thailandia | Flag of Thaïlande | Surakiart Sathirathai             | Vice-Primo Ministro                  |
| Tunisia    | Flag of Tunisie   | Mohamed Ghannouchi                | Primo Ministro                       |
| Turchia    | Flag of Turquie   | Recep Tayyip Erdoğan Mehmet Aydin | Primo Ministro Ministro di stato     |

### U
| Paesi    | Bandiera           | Delegazione ufficiale                                              | Titoli                                                                                            |
| -------- | ------------------ | ------------------------------------------------------------------ | ------------------------------------------------------------------------------------------------- |
| Ucraina  | Ucraina (bandiera) | Viktor Juščenko Kateryna Yushchenko                                | Presidente dell'Ucraina First Lady                                                                |
| Uganda   | Flag of Ouganda    | Gilbert Bukenya                                                    | Vicepresidente della Repubblica                                                                   |
| Ungheria | Flag of Hungary    | Ferenc Mádl Dalma Mádl Ferenc Gyurcsány Viktor Orbán Katalin Szili | Presidente della repubblica First Lady Primo Ministro Ex-Primo Ministro Presidente Del Parlamento |
| Uruguay  | Flag of Uruguay    | María Auxiliadora Delgado de Vázquez                               | First Lady                                                                                        |

### V
| Paesi     | Bandiera          | Delegazione ufficiale                                      | Titoli |
| --------- | ----------------- | ---------------------------------------------------------- | --- |
| Venezuela | Flag of Venezuela | Alí Rodríguez Jorge Giordanni Rodrigo Chávez Roy Chaderton | Ministro degli Affari Esteri Ministro per la Pianificazione Ambasciatore in Italia Ambasciatore in Francia |

### Z
| Paesi    | Bandiera         | Delegazione ufficiale                                                   | Titoli |
| -------- | ---------------- | ----------------------------------------------------------------------- | --- |
| Zimbabwe | Flag of Zimbabwe | Robert Mugabe Herbert Murerwa Mr Bimha Mr Chihuri Mary Margaret Muchada | Presidente dello Zimbabwe Ministro per l'Educazione Avanzata Segretario per gli Affari Esteri, ambasciatore Assistente personale del Presidente Ambasciatore |

## Organizzazioni internazionali
| Organizzazione                                                                        | Bandiera                                                 | Delegazione ufficiale | Titoli |
| ------------------------------------------------------------------------------------- | -------------------------------------------------------- | --- | --- |
| Sovrano Militare Ordine Ospedaliero di San Giovanni di Gerusalemme di Rodi e di Malta | flag of Sovereign Military Order of the Knights of Malta | Fra' Andrew Bertie Fra Giacomo Dalla Torre del Tempio di Sanguinetto Count Jacques de Liedekerke Marquis Gian Luca Chiavari Jean-Pierre Mazery | Gran Maestro Gran Commendatore Gran Cancelliere Ricevitore del Comune Tesoro Membro del Consiglio Sovrano |
| Consiglio d'Europa                                                                    |                                                          | Terry Davis Adam Daniel Rotfeld Rene van der Linden Giovanni di Stasi                                                                          | Segretario Generale Presidente del Comitato dei Ministri Presidente dell'Assemblea Parlamentare Presidente del Congresso dei Poteri Locali e Regionali                                                          |
| Lega araba                                                                            | flag of Arab League                                      | Amr Moussa Mohamed Ali Nasser Hala Gad | Segretario Generale Capo del Protocollo, Ambasciatore Membro dell'Ufficio del Segretario Generale |
| Nazioni Unite                                                                         | flag of the UN                                           | Kofi Annan Nane Annan Donald Patterson | Segretario Generale Consorte del Segretario Generale |
| Unione europea                                                                        | flag of Europe                                           | José Manuel Durão Barroso Jean-Claude Juncker Josep Borrell Danuta Hübner Franco Frattini Benita Ferrero-Waldner                               | Presidente della Commissione europea Presidente del Consiglio europeo Presidente del Parlamento Europeo Commissario per le Politiche Regionali Commissario per la Giustizia Commissario per le Relazioni Estere |
| NATO                                                                                  | flag of NATO                                             | Jaap de Hoop Scheffer Jeannine de Hoop Scheffer Alessandro Minuto-Rizzo                                                                        | Segretario Generale Consorte del Segretario Generale Vice Segretario Generale, Ambasciatore |
| OSCE                                                                                  | logo dell'OSCE                                           | Dimitrij Rupel Ján Kubis Tatjana Pirc | Ministro degli Esteri della Slovenia, in qualità di Presidente dell'OSCE Segretario Generale Secondo Segretario del Ministro degli Esteri della Slovenia                                                        |
| ILO                                                                                   | bandiera dell'ILO                                        | Juan Somavía Dominique Peccoud Maria Angelica Ducci                                                                                            | Direttore Generale Coordinatore delle Relazioni con la Santa Sede Responsabile dell'Ufficio |
| FAO                                                                                   | logo of FAO                                              | Jacques Diouf David Harsharik Michel Savini | Direttore Generale Direttore Generale Aggiunto Capo dell'Ufficio del Direttore Generale |
| UNESCO                                                                                | flag of UNESCO                                           | Koïchiro Matsuura Krista Pikkat | Direttore Generale Membro dell'Ufficio |
| IFAD                                                                                  |                                                          | Lennart Båge Ewa Westman Båge Cyril Enweze | Presidente Consorte del Presidente Vice Presidente |
| UNHCR                                                                                 | Bandiera dell'UNHCR                                      | Kamel Morjane Walter Irvine Michele Manca di Nissa                                                                                             | Assistente dell'Alto Commissario Delegato per l'Italia, Malta, San Marino e la Santa Sede Vice Delegato per l'Italia, Malta, San Marino e la Santa Sede                                                         |
| WFP                                                                                   |                                                          | James T. Morris John Powell Susana Malcorra | Direttore Esecutivo Direttore Esecutivo Aggiunto |
| UNODC                                                                                 | logo dell'UNODOG                                         | Antonio Maria Costa | Direttore Esecutivo |

## Leader religiosi

### Chiese orientali
- Bartolomeo I, Patriarca Ecumenico di Costantinopoli
- Christodoulos, Arcivescovo di Atene della Chiesa Ortodossa Greca
- Anastasio, Arcivescovo di Tirana, Durrës, e tutta l'Albania
- Jovan, Metropolita di Zagabria-Lubiana e tutta l'Italia della Chiesa Ortodossa Serba
- Kirill, Metropolita of Smolensk-Kaliningrad, Responsabile del Dipartimento delle Relazioni Interecclesiali della Chiesa ortodossa russa
- Karekin II, Catholicos della Chiesa apostolica armena
- Mesrob II Mutafyan, Patriarca Armeno di Istanbul e della Turchia
- Lavrentije, Vescovo di Šabac e di Valjevo della Chiesa Ortodossa Serba
- Leo di Finlandia, Arcivescovo di Karelia e di tutta la Finlandia
- Seraphim, Vescovo di Ottawa, della Chiesa ortodossa in America
- Abuna Paulos, Patriarca della Chiesa Ortodossa Tewahedo Etiope

### Chiesa Protestante
- Dr Alison Elliot, Moderatore dell'Assemblea Generale della Chiesa di Scozia
- K. G. Hammar, Arcivescovo di Uppsala, Capo della Chiesa di Svezia
- Jukka Paarma, Arcivescovo di Turku, Capo della Chiesa evangelica luterana finlandese
- Finn Wagle, Vescovo di Nidaros e Primo della Chiesa Luterana Norvegese di Stato (parte della delegazione ufficiale norvegese)
- Rowan Williams, Pari Arcivescovo di Canterbury e Primate di tutta l'Inghilterra, Capo della Chiesa d'Inghilterra e della Comunione Anglicana

### Leader religiosi ebrei
- Oded Viener, rappresentante dei Rabbini Capo di Israele
- Shear-Yishuv Cohen, Rabbino Capo di Haifa
- Riccardo Di Segni, Rabbino Capo di Roma

## Delegazioni non ufficiali
Una selezione di dignitari, non seduti nella sezione riservata alle delegazioni ufficiali nazionali, durante il funerale:

### Brasile
Invitati personalmente dalla Santa Sede:
- Fernando Henrique Cardoso, ex Presidente del Brasile
- Itamar Franco, Ambasciatore brasiliano in Italia; ex-Presidente del Brasile.
- Mons. Odilo Pedro Scherer, Vescovo ausiliare di San Paolo, Segretario Generale della CNBB (Assemblea dei Vescovi Brasiliani).

Delegazione presidenziale (invitata dal Presidente, ma che non era seduta nella sezione riservata alle delegazioni ufficiali, durante la Messa di Requie):
- José Sarney, Senatore Brasiliano; ex-Presidente del Brasile ed ex-Presidente del Senato Brasiliano.
- Henry Sobel, Rabbino Capo della Comunità Ebraica Brasiliana.
- Sheik Armando Hussein Saleh, della "Moschea Brasiliana"(in rappresentanza dei Musulmani brasiliani).
- Rolf Schunemann, della chiesa Luterana del Brasile (in rappresentanza dei Protestanti del Brasile).
- Mons. João Braz de Aviz, Arcivescovo di Brasília.
- Don José Ernanne Pinheiro, in rappresentanza del clero brasiliano.

### Canada
Tutti in rappresentanza del Québec
- Gérald Tremblay, Sindaco di Montréal.
- Louise Harel, Rappresentante del Parti Québécois.
- Mario Dumont, Membro della Assemblea Nazione del Quebec.

### Filippine
- Leonida Vera, Ambasciatore presso la Santa Sede.
- Hermilando Mandanas, Membro del Congresso della Provincia di Batangas.

### Stati Uniti
Membri del Congresso ed altri dignitari (non parte della delegazione ufficiale):
- John Kerry, senatore del Massachusetts.
- Bill Frist, senatore Repubblicano del Tennessee.
- Ted Kennedy, senatore del Massachusetts, fratello più giovane di John F. Kennedy (il primo e a quel giorno unico cattolico a divenire presidente degli Stati Uniti).
- Andrew Card, Capo di gabinetto della Casa Bianca.
- George Pataki, governatore di New York.
- Michael Bloomberg, sindaco della città di New York.

## Paesi che non hanno inviato una loro delegazione ufficiale ai funerali
- 1 in Europa: Moldavia
- 10 in Africa: Botswana; Comore; Etiopia; Gibuti; Guinea-Bissau; Malawi; Mauritania; Namibia; Sahara Occidentale; Togo
- 11 in Asia: Bhutan; Cina; Corea del Nord; Kirghizistan; Laos; Maldive; Nepal; Tajikistan; Timor Est; Turkmenistan; Vietnam
- 6 in America: Bahamas; Barbados; Dominica; Grenada; Guyana; Saint Kitts and Nevis
- 8 in Oceania: Isole Marshall; Isole Salomone; Kiribati; Nauru; Palau; Stati Federati di Micronesia; Tonga; Tuvalu